# 平野湟太郎
平野 湟太郎（ひらの こうたろう、1959年 - ）は、日本のデザイナー。日本グラフィックデザイナー協会、日本サインデザイン協会、東京タイプディレクターズクラブ会員。NGO中国の環境保全支援委員会理事。

## 経歴
東京都生まれ、日本橋で育つ。1980年日本デザインセンター入社。同年から猪熊弦一郎に師事。1984年仲畑広告制作所を経て、1987年独立。1990年より平野湟太郎デザイン研究所を主宰。2010年春、活動の場を東京都の代官山から奈良県の吉野に移行。
公共施設や企業のアイデンティティ構築などの領域で、VI・CI計画、サイン計画、建築、ディスプレイ、グラフィックなどを手がける。デザイン事例として、丸亀市猪熊弦一郎現代美術館・豊田市美術館のVI計画、東京都葛西臨海公園展望広場レストハウス、つくば市民交流センター・東京国立博物館法隆寺宝物館・国立国会図書館関西館のサイン計画、八幡ねじのデザインマネージメント・グッドデザイン賞トータルデザイン等がある。

## 受賞歴
- 1991年 東京TDCタイプディレクション金賞[3]
- 1992年 JAGDA新人賞[4][1]
- 2001年 グッドデザイン賞 建築・環境デザイン部門（東京国立博物館法隆寺宝物館のサイン計画）[5]
- 2002年 グッドデザイン賞 コミュニケーションデザイン部門 日本商工会議所会頭賞（八幡ねじのデザインマネージメント）[6]
第36回SDA賞・SDA大賞=経済産業大臣賞（八幡ねじの展示会ディスプレイサイン）および優秀賞（豊田市美術館企画展グラフィックス・サイン業務）[7]
DDAディスプレイデザイン優秀賞（八幡ねじの展示会ディスプレイ・サイン）[8]
- 2003年 第37回SDA賞・奨励賞（国立国会図書館関西館サイン計画）[9]
ニューヨークADC特別賞（豊田市美術館の館内掲示物や案内表示のデザイン）[10]
- 2004年 第38回SDA賞・入選（「サインの再生」-MOA美術館サインメンテナンス計画、八幡ねじの展示会ディスプレイ・サイン、豊田市美術館企画展グラフィック・サイン業務）[11]
- 2005年 第39回SDA賞・入選（グッドデザイン賞（Gマーク）活性化計画）[12]
- 2008年 第42回SDA賞・入選（染・清流館＜畳の展示室＞、2007年度グッドデザイン賞 トータルデザイン計画）[13]
- 2012年 第46回SDA賞・入選（仮設住宅「復興祈願千枚の表札」）[14]
- 2020年 日本パッケージデザイン大賞2021・銀賞（八幡ねじ 創業70周年記念事業 鈴木会長書籍・ねじ干菓子）[15][16]

## エピソード
- 2011年、東日本大震災の仮設住宅入居者のため、吉野産ヒノキの表札1000枚を吉野の製材業者らや金峯山寺とともに製作、配付した[17]。
- 2013年、奈良市の交付する母子健康手帳で、同市出身の堂本剛が描いたイラストの着色を担当した[18]。
- 2015年、2020年夏季オリンピック・パラリンピックのエンブレムを巡り、当初発表された佐野案について、平野は「東京・銀座で行われた展示会のヤン・チヒョルトのポスターだと思った」との認識を示した[19]。また、エンブレムの再公募については、平野は自身のデザインを公表しているため「フェアではない」とした[19]。